# Villingilimathidhahuraa
Villingilimathidhahuraa (ou Villingili-Mathidhahuraa) est une petite île inhabitée des Maldives. Elle était jusqu'il y a peu constituée de deux îles distinctes, désormais réunies par un banc de sable.

## Géographie
Villingilimathidhahuraa est située dans le centre des Maldives, dans l'Est de l'atoll Malé Nord, dans la subdivision de Kaafu. 